# Omar Rekik
Omar Rekik (Scheveningen, 20 de diciembre de 2001) es un futbolista neerlandés, nacionalizado tunecino, que juega en la demarcación de defensa para el N. K. Maribor de la Primera Liga de Eslovenia. Su hermano Karim también es futbolista.

## Selección nacional
Tras jugar en distintas categorías inferiores, finalmente hizo su debut con la selección de fútbol de Túnez el 15 de junio de 2021 en un encuentro amistoso contra Malí que finalizó con un resultado de 1-0 a favor del combinado tunecino tras el gol de Anis Ben Slimane.

## Clubes
| Club                          | País         | Año       | Partidos | Goles |
| ----------------------------- | ------------ | --------- | -------- | ----- |
| Hertha BSC II                 | Alemania     | 2020-2021 | 8        | 1     |
| Sparta Rotterdam (cedido)     | Países Bajos | 2022-2023 | 6        | 0     |
| Wigan Athletic F. C. (cedido) | Inglaterra   | 2023-2024 | 25       | 0     |
| Servette F. C. (cedido)       | Suiza        | 2024      | 0        | 0     |
| N. K. Maribor                 | Eslovenia    | 2025-     | 17       | 1     |

## Palmarés

### Títulos nacionales
| Título        | Club           | País  | Año  |
| ------------- | -------------- | ----- | ---- |
| Copa de Suiza | Servette F. C. | Suiza | 2024 |